# Łowca pedofilów
Łowca pedofilów – serial dokumentalny Polsat Play, którego współtwórcą i głównym bohaterem jest były motorniczy z Wrocławia – Krzysztof Dymkowski, szerzej znany jako „łowca pedofilów”. Program ukazuje kulisy działalności Krzysztofa Dymkowskiego – od nawiązania kontaktu z pedofilem do jego zatrzymania. Wszystkie odcinki programu są również dostępne w serwisie Polsat Box Go. Serial jest emitowany od 4 grudnia 2016 na kanale Polsat Play. Po pierwszej edycji, którą oglądało średnio 110 tysięcy widzów, stacja zdecydowała się stworzyć drugą serię.

## Obsada
| Główna obsada       | Główna obsada                                                                                     |
| ------------------- | ------------------------------------------------------------------------------------------------- |
| Krzysztof Dymkowski | Od 1. odcinka.                                                                                    |
| Pozorantki          |                                                                                                   |
| Karolina            | Od 1. do 13. sezonu; nie jest znana przyczyna zakończenia współpracy pomiędzy pozorantką a ekipą. |
| Kamila              | Występuje w całym 14. sezonie – pojawia się epizodycznie także we wcześniejszych.                 |
| Tosia               | Od 15. sezonu.                                                                                    |
| Pozostali           |                                                                                                   |
| Marek               | Członek ekipy, reżyser dokumentu.                                                                 |
| Łukasz              | Członek ekipy.                                                                                    |